# گمشده در ستاره‌ها
گمشده در ستاره‌ها (چینی: 消失的她) یک فیلم جنایی و معمایی محصول ۲۰۲۲ سینمای چین به کارگردانی کوی روئی و لیو شیانگ با بازی ژو یی لونگ، نی نی و جانیس من است.
این فیلم از فیلم کمدی شوروی سال ۱۹۹۰ الکسی کورنف به نام تله‌ای برای مرد تنها و نمایشنامه نویس فرانسوی رابرت توماس در سال ۱۹۶۰ تله برای مردی تنها (Piege Pour un Homme Seul) اقتباس شده‌است. نمایشنامه اصلی فرانسوی توماس زمانی قرار بود توسط آلفرد هیچکاک در نقش تله یک مرد تنها اقتباس شود، اما آن فیلم هرگز به نتیجه نرسید. این فیلم داستان همسر هی فی لی موزی را روایت می‌کند که به‌طور مرموزی در سفر سالگرد ازدواج ناپدید شد.
این فیلم در ۲۲ ژوئن ۲۰۲۳ در سرزمین اصلی چین منتشر شد.